# تانجيتوبولي
تانجيتوبولي (بالإيطالية: Tangentopoli)‏ هو مصطلح يصف الفساد الذي استشرى في النظام السياسي الإيطالي و الذي كشف في تحقيقات ماني بوليتي بين 1992-1996، فضلاً عن الفضيحة الناجمة عن ذلك، مما أدى إلى انهيار الحزب الديمقراطي المسيحي المهيمن و حلفائه.